# (490) Veritas
(490) Veritas – planetoida z pasa głównego asteroid okrążająca Słońce w ciągu 5 lat i 235 dni w średniej odległości 3,17 j.a. Została odkryta 3 września 1902 roku w Landessternwarte Heidelberg-Königstuhl w Heidelbergu przez Maxa Wolfa. Nazwa planetoidy pochodzi od Veritas, bogini prawdy, córki Saturna w mitologii rzymskiej. Przed jej nadaniem planetoida nosiła oznaczenie tymczasowe (490) 1902 JP.